# Trypetomima solitaria
Trypetomima solitaria är en tvåvingeart som beskrevs av Cresson 1929. Trypetomima solitaria ingår i släktet Trypetomima och familjen vattenflugor. Inga underarter finns listade i Catalogue of Life.